# Mittelstand

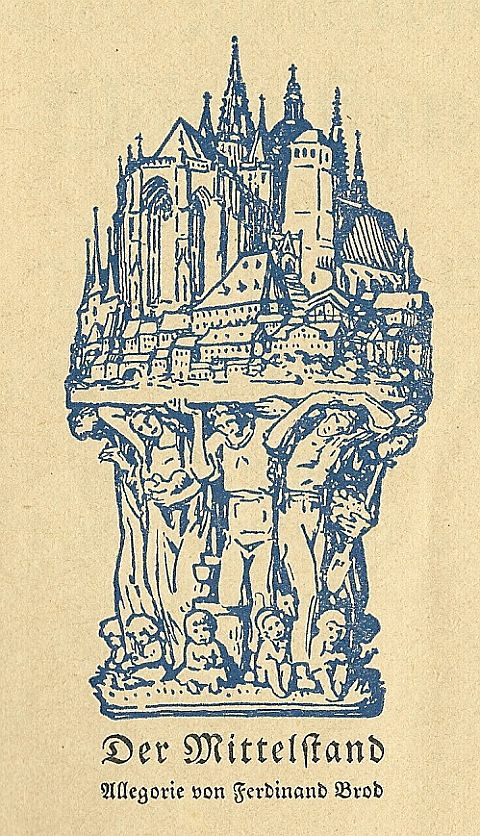
Imagem que representa o papel da classe média do livro "Missão da classe média" de Walter Wilhelms (1925)

O termo "Mittelstand" é usado na Alemanha e na Áustria 

- de acordo com os critérios quantitativos para as pequenas e médias empresas (PME, equiparável às SME em inglês:  small and medium[-sized] enterprises) e
- com base nos critérios de qualidade de empresas locais, lideradas pelo proprietário, geralmente empresas de controlo familiar.

A expressão da sociedade feudal tenho esse grande importância nos últimos anos. No Duden (principal dicionário da língua alemã) no ano 2001 ainda como sinónimo de classe média (Mittelschicht). Especialmente na Suíça, ele continuará a ser usado.
Na ausência de tradução equivalente a palavra Mittelstand tem sido usada diretamente por empréstimo na língua inglesa e castelhana.

## Definição
Uma definição geralmente aceite ou descrição legal de Mittelstand não existe. Em grande parte, mas não só, consistem em negócios de família.

### Definição quantitativa
A Mittelstand é caracterizada pela união de propriedade, gestão, responsabilidade e risco. Dito de outra forma, pela unidade da existência económica e de liderança, bem como a participação responsável da gestão da empresa em todas as políticas da empresa relevantes para a decisão.

### Definições quantitativas
Quantitativamente termo Mittelstand refere-se a empresas de todos os sectores , incluindo os artes e às profissões liberais, desde que não ultrapassem determinado tamanho. Sendo considerados para a determinação do tamanho o volume de negócios anual, o número de postos de trabalho e/ou o balanço total.
De acordo com a definição do Instituto para Mittelstand de pesquisa (IfM) de Bonn, a intersecção de pequenas e médias empresas/empresas familiares e pequenas e médias empresas (PME) é muito grande. Ao mesmo tempo, são consideradas Mittelstand empresas com mais de 500 empregados ou mais de 50 milhões de euros de receita, quando até duas pessoas físicas ou membros da família (diretos ou indiretos) detêm pelo menos 50% e participam na sua gestão. 
O  KfW-Bankengruppe define as Mittelstand como empresas que tenham até um máximo de 500 milhões de euros de negócio anual. Empresas cujas receitas se situem acima do valor limite não são elegíveis para determinados produtos de crédito do KfW-Bankengruppe. Em comparação, são internacionalmente definidas pequenas ou médias empresas com base critérios limite de número de funcionários que por norma varia entre 100 e 500 funcionários.
Em comparação: são consideradas pequenas e médias empresas de acordo com uma recomendação da Comissão Europeia empresas menos de 250 trabalhadores e menos de 50 milhões de euros de receitas (vendas).

## Importância económica
A expressão económica das mittelstands são calculados em linha com a definição de pequenas e médias empresa do IfM Bonn, na qual são consideradas como mittelstand a maioria das pequenas e médias empresas. Além de que as características qualitativas das Mittelstands (liderança, liderança do proprietário, independência económica) são suficientemente explicitadas.
Consequentemente incluíam as mittelstand da Alemanha em 2014
- cerca de 99,6% de todas empresas que pagam impostos sobre a receitas empresariais, dos quais quase
- 58,5% dos seguros sociais para os empregados,
- responsáveis por cerca de 35,3% de toda a receita, assim como
- cerca de 81,8% de todo o treino/formação de empregados é realizado.

Apreciando por outro lado apenas as empresas familiares, têm-se a seguintes dados económicos:
- cerca de 95% das empresas sediadas na Alemanha são geridas como empresas familiares.
- são responsáveis por 41,5% das receitas.
- são responsáveis por 57% dos empregos.

As mittelstand não são nenhuma união económica, pelo contrário: a liberdade de organização económica, que se bate com competição internacional, leva a mudanças estruturais regulares, que repetidamente alteram e influenciam a composição e particularidades das companhias.  Assim é de notar que desde há alguns anos tem aumentado o número de pequenas unidades - chamados trabalhadores-independentes. São companhias que não têm o objectivo de se transformarem em empresas maiores com o crescimento futuro. Em vez disso agem continuamente como empresas a título individual. Nos últimos tempos têm surgido novas formas de cooperação ("redes de mudança"): devido a requisitos de projecto constroem-se equipas de trabalhadores independentes, que trazem as duas capacidades e competências especificas e tornam possível um trabalho conjunto eficiente. Contudo, estes empregadores não se vêm como pertencentes à mittelstand. O mesmo é válido para novas empresas que ainda tenham menos de 3 anos de existência. 
Por outro lado, cresce a afinidade das mittelstand com o tamanho e idade das empresas: quanto mais antiga e maior a empresa, mais cedo se entendem como mittelstand. Contudo, uma em cada sete das empresas que se vêm como mittelstand já não o são de acordo com a definição da IfM Bonn, porque não cumprem com o critério "propriedade e liderança numa só mão".
As mittelstand da Alemanha estão cada vez mais pressionadas por uma progressiva globalização e pela proliferação global de sociedades de capital. Para balancearem/combaterem as desvantagens competitivas que têm, cada vez mais empresa mittelstand têm criado sólidas redes de cooperação, as chamadas uniões de empresas mittelstand. Como membros isolados de uma união empresarial de mittelstand continuam as empresas familiares que preservam a independência, podendo contudo aumentar a posição de mercado através de actividades de cooperação com outras companhias. As uniões empresariais são hoje regionais, multi-região, nacionais ou mesmo internacionais. O trabalho conjunto das uniões é maioritariamente  controlado e organizado a partir de uma entidade jurídica central que se ocupa geralmente de diversas áreas como compras, marketing, logística, soluções IT, serviços de financiamento, consultoria ou treino/formação. Há na Alemanha atualmente cerca de 250 mil de empresas de cerca de 45 áreas diferentes do mercado (diferentes artes/ofícios e serviços) organizadas em cerca de 400 uniões empresariais. 320 desses grupos empresariais estão representados e organizados politicamente pela  Zentralverband Gewerblicher Verbundgruppen e. V. (ZGV) que tem sede em Berlin, Bruxelas e Colónia. 
O impacto das mittelstands é ainda demonstrado quando se considera que mais do que 160 mil pequenas e médias empresas têm cerca de 4.3 milhões de empregados ligados à associação Bundesverband mittelständischer Wirtschaft (BVMW). Sendo o foco principal da associação a construção de redes/contactos, a organização de eventos e a representação política. 

## Distribuição geográfica
De acordo com uma análise da revista Die Deutsche Wirtschaft (A economia Alemã) encontram-se - em números absolutos - 22% das mais importantes empresas mittelstand na Renânia do Norte-Vestfália, seguindo-se a Baviera com 21% e Baden-Württemberg com 17%. Por fim, Bremen, Sarre e Mecklemburgo-Pomerânia Ocidental
com cerca de 1%.
Considerando a relação entre o tamanho e a população dos estados, resulta em outra sequência: lideram estados como Hamburgo e Bremen com 185 empresas. 182 grandes mittelstand por milhão de habitantes, à frente da Baviera com 163 e de Baden-Württemberg com 159. 
Também no ranking de cidades com mais das chamadas "Top-Empresas-Mittelstand" lidera Hamburgo com 329 empresas, à frente de Berlin com 227 e Munique com 188..

## Financiamento
Pequenas e médias empresas (PMEs) estão bem preparadas financeiramente: de acordo com investigações do IfM Bonn e da Universidade de Siegen do ano de 2016 as empresas mittelstand têm aumentado continuamente os seus capitais próprios ao longo dos anos. Ao mesmo tempo que têm diminuído o rácio de obrigações financeiras junto instituições de crédito e o balanço das empresas. Pela primeira vez apresentam as PMEs em conjunto maiores quotas de capital do que as grandes empresas. Apenas as pequenas empresas têm, apesar de um rácio de crescimento maior, menores provisões de capital próprio.
Uma razão para este desenvolvimento encontra-se nas regras mais rigorosas impostas pelo Basel II e Basel III respectivamente: para prevenir condições de acesso a capital externo piores, muitas PMEs, assim como grandes empresas familiares, aumentaram os seus capitais próprios retendo lucros. Uma ajuda positiva veio também da queda dos impostos para as empresas. Ao mesmo muitas PMEs desfizeram-se de créditos aos fornecedores e de obrigações bancárias de curto prazo.
Mesmo considerando que as PMEs, apesar da existência de instrumentos financeiros alternativos, ainda dão prioridade ao crédito bancário, aumentará provavelmente o financiamento com recurso aos capitais próprios. Quase todas as empresas vão necessitar de investimentos adicionais para evoluções ou processos de digitalização, para preservarem a sua competitividade futura. Adicionalmente, para colateral de créditos bancários as tecnologias IT são menos válidas, devido à especificidade de algumas soluções empresariais e à mais rápida depreciação. 

## Literatura
- Hans-Heinrich Bass: KMU in der deutschen Volkswirtschaft: Vergangenheit, Gegenwart, Zukunft (PDF; 96 kB). Berichte aus dem Weltwirtschaftlichen Colloquium der Universität Bremen Nr. 101, Bremen 2006
- Bundesministerium für Wirtschaft und Technologie (Hrsg.): Der Mittelstand in der Bundesrepublik Deutschland: Eine volkswirtschaftliche Bestandsaufnahme, BMWi-Dokumentation Nr. 561, Berlin 2007
- L. Haunschild, F. Wallau, H.-E. Hauser, H.-J. Wolter: Die volkswirtschaftliche Bedeutung der Familienunternehmen, Gutachten im Auftrag der Stiftung Familienunternehmen. In: Institut für Mittelstandsforschung Bonn (Hrsg.): IfM-Materialien, Nr. 172, Bonn 2007
- O. Erichiello, A. Zschiesche: Markenkraft im Mittelstand, Gabler GWV Fachverlage, Wiesbaden 2008, ISBN 978-3-8349-1061-5
- ISBN 3-86618-404-2